# Saint-Prime
Saint-Prime è un comune del Canada, situato nella provincia del Québec, nella regione di Saguenay-Lac-Saint-Jean.